# Dysmicoccus celmisicola
Dysmicoccus celmisicola är en insektsart som först beskrevs av Jennifer M. Cox 1987. Dysmicoccus celmisicola ingår i släktet Dysmicoccus och familjen ullsköldlöss. Inga underarter finns listade i Catalogue of Life.